# Solothurn-Niederbipp-Bahn
| Streckennummer (BAV): | 411                 |                                          |                                          |
| Fahrplanfeld: | 413                 |                                          |                                          |
| Streckenlänge: | 14.54 km            |                                          |                                          |
| Spurweite: | 1000 mm (Meterspur) |                                          |                                          |
| Stromsystem: | 1200 V =            |                                          |                                          |
| Maximale Neigung: | 36 ‰                |                                          |                                          |
| |                     |                                          |                                          |
| Solothurn–Niederbipp |                     |                                          |                                          |
| \| \| 0.00 \| Solothurn \| 432 m ü. M. \| \| \| \| Rötibrücke 127 m \| \| \| \| 0.80 \| Solothurn Baseltor \| 443 m ü. M. \| \| \| 1.13 \| Solothurn Sternen \| 440 m ü. M. \| \| \| 1.75 \| St. Katharinen \| 437 m ü. M. \| \| \| 2.35 \| Feldbrunnen \| 452 m ü. M. \| \| \| 3.62 \| Bei den Weihern \| 471 m ü. M. \| \| \| 4.18 \| Riedholz \| 471 m ü. M. \| \| \| 5.24 \| Hinteres Riedholz \| 432 m ü. M. \| \| \| 6.23 \| Flumenthal \| 463 m ü. M. \| \| \| \| Siggeren \| \| \| \| 7.76 \| Attiswil \| 464 m ü. M. \| \| \| 10.32 \| Wiedlisbach \| 470 m ü. M. \| \| \| \| Depot \| \| \| \| 11.71 \| Oberbipp \| 487 m ü. M. \| \| \| \| Ende Dreischienengleis \| \| \| \| 12.31 \| Anschlussgleise Oberbipp \| 475 m ü. M. \| \| \| 13.10 \| Buchli \| 465 m ü. M. \| \| \| \| LJB von Langenthal \| \| \| \| \| Dreischienengleis \| \| \| \| 14.54 \| Niederbipp \| 468 m ü. M. \| \| \| \| Übergang zur Bahnstrecke Olten–Solothurn \| \| \| \| \| LJB nach Oensingen (1907–1943) \| \| |                     |                                          |                                          |
| Kopfbahnhof Streckenanfang | 0.00                | Solothurn                                | 432 m ü. M.                              |
| Brücke über Wasserlauf |                     | Rötibrücke 127 m                         | Rötibrücke 127 m                         |
| Haltepunkt / Haltestelle | 0.80                | Solothurn Baseltor                       | 443 m ü. M.                              |
| Haltepunkt / Haltestelle | 1.13                | Solothurn Sternen                        | 440 m ü. M.                              |
| Bahnhof | 1.75                | St. Katharinen                           | 437 m ü. M.                              |
| Haltepunkt / Haltestelle | 2.35                | Feldbrunnen                              | 452 m ü. M.                              |
| Bahnhof | 3.62                | Bei den Weihern                          | 471 m ü. M.                              |
| Haltepunkt / Haltestelle | 4.18                | Riedholz                                 | 471 m ü. M.                              |
| ehemaliger Haltepunkt / Haltestelle | 5.24                | Hinteres Riedholz                        | 432 m ü. M.                              |
| Haltepunkt / Haltestelle | 6.23                | Flumenthal                               | 463 m ü. M.                              |
| Dienststation / Betriebs- oder Güterbahnhof |                     | Siggeren                                 | Siggeren                                 |
| Bahnhof | 7.76                | Attiswil                                 | 464 m ü. M.                              |
| Bahnhof | 10.32               | Wiedlisbach                              | 470 m ü. M.                              |
| Strecke |                     | Depot                                    | Depot                                    |
| Bahnhof | 11.71               | Oberbipp                                 | 487 m ü. M.                              |
| Strecke |                     | Ende Dreischienengleis                   | Ende Dreischienengleis                   |
| Dienststation / Betriebs- oder Güterbahnhof | 12.31               | Anschlussgleise Oberbipp                 | 475 m ü. M.                              |
| Haltepunkt / Haltestelle | 13.10               | Buchli                                   | 465 m ü. M.                              |
| Abzweig geradeaus und von rechts |                     | LJB von Langenthal                       | LJB von Langenthal                       |
| Strecke von links · Abzweig geradeaus und nach rechts |                     | Dreischienengleis                        | Dreischienengleis                        |
| Strecke · Kopfbahnhof Strecke ab hier außer Betrieb | 14.54               | Niederbipp                               | 468 m ü. M.                              |
| Strecke · Strecke (außer Betrieb) |                     | Übergang zur Bahnstrecke Olten–Solothurn | Übergang zur Bahnstrecke Olten–Solothurn |
| Strecke (außer Betrieb) |                     | LJB nach Oensingen (1907–1943)           | LJB nach Oensingen (1907–1943)           |

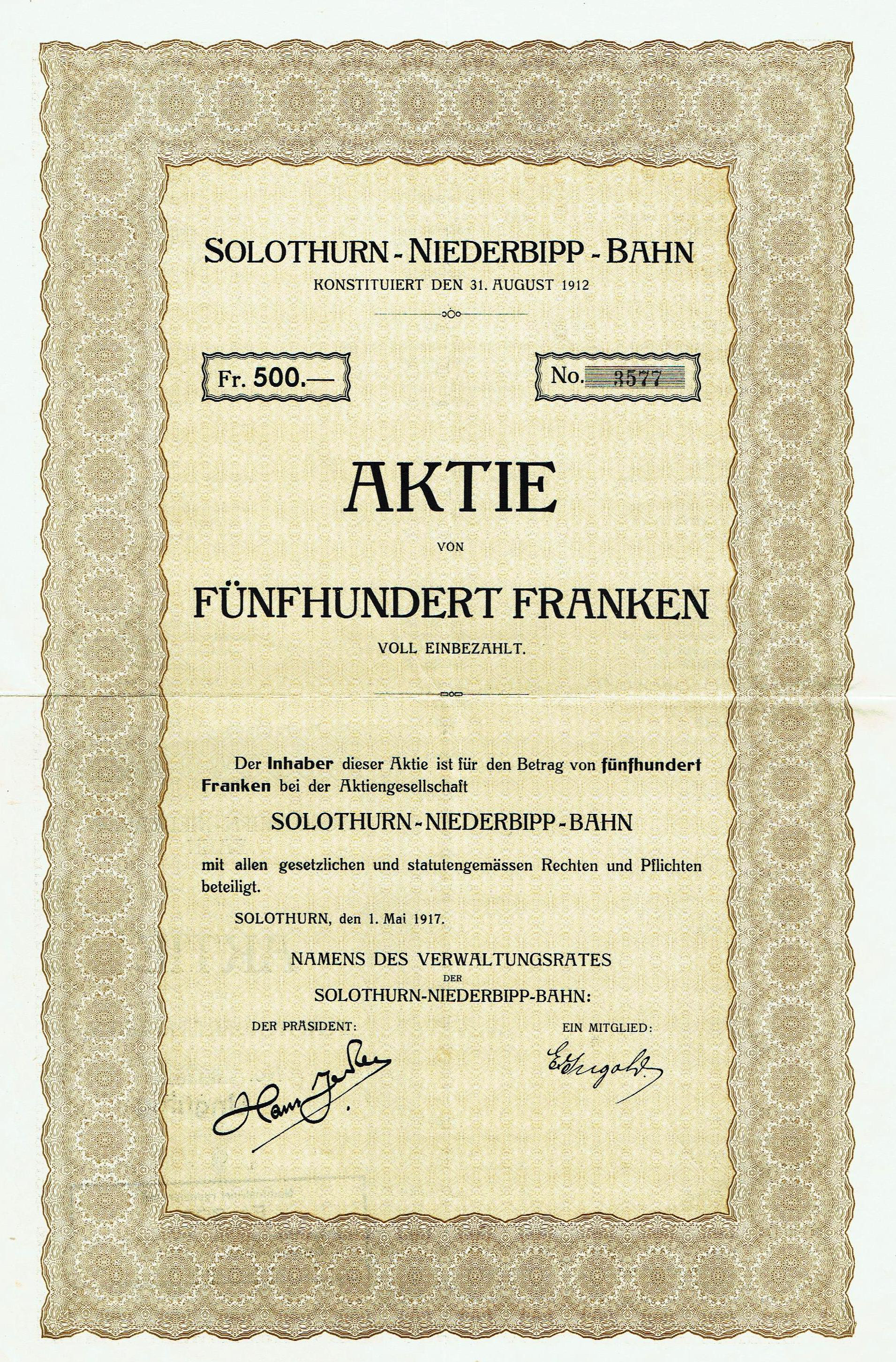
Aktie über 500 Franken der Solothurn-Niederbipp-Bahn vom 1. Mai 1917

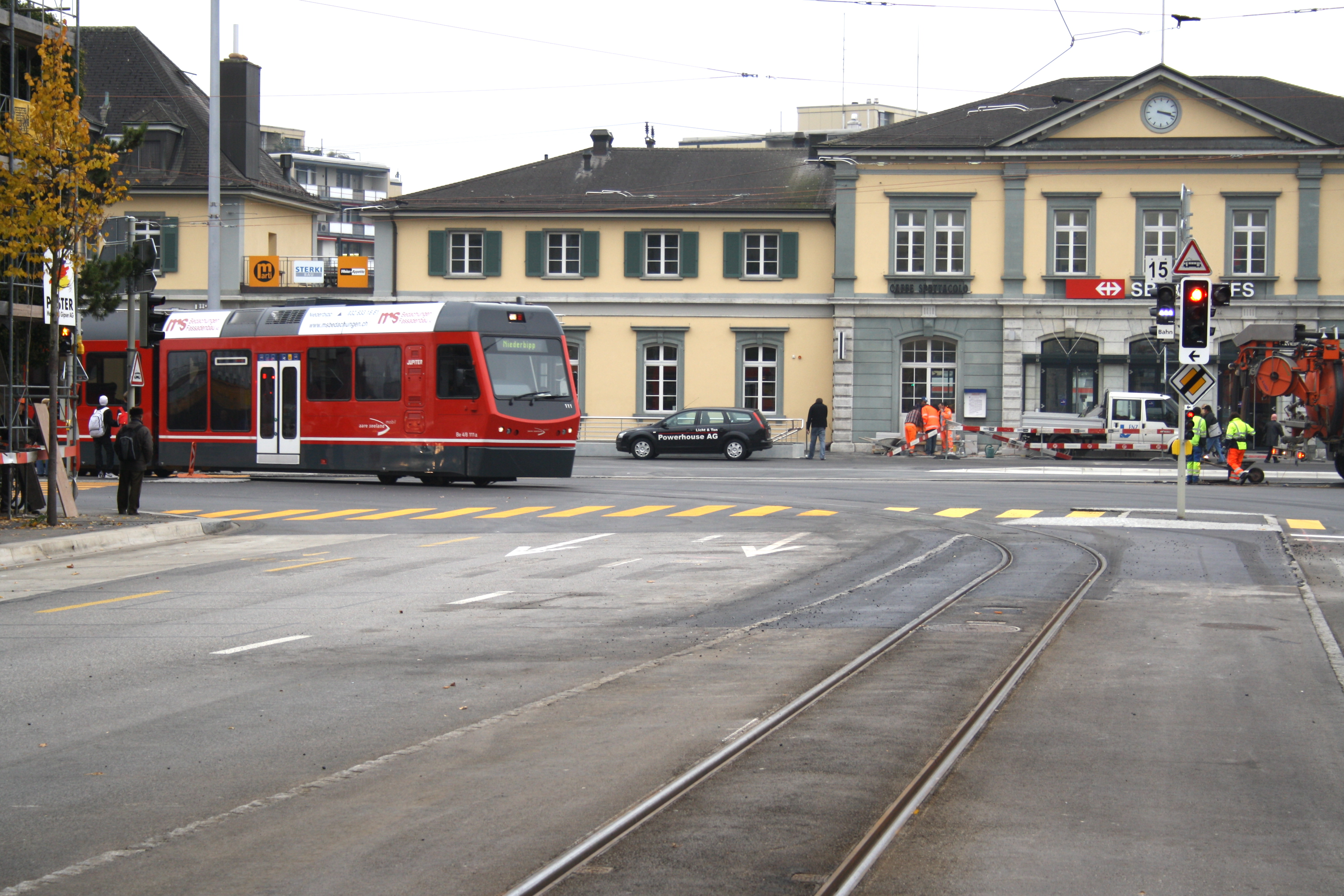
Be 4/8 111 am Bahnhof Solothurn

Die Solothurn-Niederbipp-Bahn (SNB) war eine Bahngesellschaft in der Schweiz. Sie fusionierte 1999 mit dem Regionalverkehr Oberaargau (RVO), der Biel-Täuffelen-Ins-Bahn (BTI) und den Oberaargauischen Automobilkursen (OAK) zur Aare Seeland mobil (ASm), welche die gut 14,5 km lange, meterspurige SNB-Strecke von Solothurn nach Niederbipp betreibt.
Die Bahn wird lokal als «Bipperlisi» bezeichnet. Diese Bezeichnung ist dem Volksmund längst entwachsen und findet sich selbst in offiziellen Mitteilungen des Kantons Solothurn.

## Geschichte

### Betriebsaufnahme
Die «Solothurn-Niederbipp-Bahn» mit Sitz in Solothurn eröffnete am 9. Januar 1918 ihre meterspurige Bahnstrecke von Niederbipp im Kanton Bern zur Station Baseltor in Solothurn, im gleichnamigen Kanton. In Niederbipp bestand eine Gleisverbindung zur ebenfalls meterspurigen Langenthal-Jura-Bahn (LJB), die den Betrieb auf der Strecke Langenthal–Niederbipp–Oensingen Schulhaus bereits 1907 aufgenommen hatte. Entsprechend früh suchte man die Zusammenarbeit mit der LJB und der 1917 eröffneten Langenthal-Melchnau-Bahn (LMB). Beim Stromsystem fiel die Wahl auf die bereits von der LJB verwendeten 1200 Volt Gleichstrom.
In Solothurn beim Baseltor endete die SNB-Strecke nördlich der Aare, am Rande der Altstadt, während sich der Bahnhof der Schweizerischen Bundesbahnen (SBB) südlich der Aare befand. Die wirtschaftlich wichtige Nähe zum SBB-Bahnhof konnte mit dem Bau der Rötibrücke über die Aare und der Eröffnung des darüber verlaufenden, strassenbahnähnlich trassierten Abschnitts Solothurn Baseltor–Solothurn (SBB) am 7. September 1925 erzielt werden. Der Endpunkt der SNB befindet sich seither auf dem Bahnhofplatz an der Nordseite des SBB-Bahnhofs.
Die SNB war in den folgenden Jahren kaum von grossen Änderungen betroffen, diejenigen bei den Nachbarbahnen LJB und LMB tangierten sie nur am Rande. Nachdem 1928 die LJB ein Teilstück in Oensingen stillgelegt hatte, folgte am 9. Mai 1943 der gesamte Abschnitt Niederbipp–Oensingen, womit Niederbipp für die Meterspurbahnen zu einem Kopfbahnhof wurde.

### Fusionen
Per 1. Januar 1958 fusionierten die LJB und die LMB zu den Oberaargau-Jura-Bahnen (OJB), mit der die SNB 1959 einen neuen Zusammenarbeitsvertrag abschloss. Durch die Zusammenarbeit konnte die SNB auf eine eigene Werkstatt verzichten, der Fahrzeugunterhalt erfolgt seither durch die OJB-Werkstätte Langenthal.
Um normalspurige Güterwagen der SBB auf der Meterspurstrecke zu befördern, wurde bei Eröffnung der SNB eine Rollschemelanlage in Niederbipp in Betrieb genommen, über die Zustellungspunkte bis Riedholz bedient werden konnten. Die Anlage wurde auch von der LJB mitbenutzt, die dasselbe System seit 1909 in Langenthal verwendete. Dieses für grosse Transportvolumen äusserst aufwändige System wurde auf der SNB durch die Inbetriebnahme des Dreischienengleises zwischen Niederbipp und der Anschlussgleisanlage Oberbipp (Tanklager) am 7. März 1970 weitgehend abgelöst.
Ein erstes Vorzeichen für die spätere Fusion ist ein formales Abkommen, das am 5. April 1984 zwischen BTI, OJB, SNB, OAK, der Ligerz-Tessenberg-Bahn (LTB) und der Bielersee-Schifffahrts-Gesellschaft (BSG) unter dem Namen Oberaargau-Solothurn-Seeland-Transport (OSST) abgeschlossen wurde.
Bevor es zur Fusion kam, änderte die Partnerbahn OJB per 2. Juli 1990 nochmals ihren Namen in Regionalverkehr Oberaargau (RVO). Die OSST-Partner BTI, RVO, SNB und OAK vollzogen 1999 schliesslich die Fusion zur Aare Seeland mobil (ASm). Die LTB wurde 2003 ebenfalls in die ASm fusioniert, während die BSG bis heute rechtlich selbständig geblieben ist.

### Verlängerung nach Oensingen
Die heutige ASm-Strecke ist nun wieder von Niederbipp bis nach Oensingen verlängert worden. Der Spatenstich erfolgte am 1. Dezember 2010, die Inbetriebnahme der 1,7 Kilometer langen Streckenergänzung erfolgte zum Fahrplanwechsel vom 9. Dezember 2012. In den Grundzügen – allerdings als Strassenbahn trassiert – bestand diese Strecke bereits von 1907 bis 1943 unter der LJB und wurde bereits damals von der SNB gelegentlich mitbenutzt.

## Personenverkehr
Im Fahrplanjahr 2021 wird die Strecke halbstündlich von durchgehenden Regionalzügen mit Be 4/8-Triebwagen auf der Verbindung Solothurn–Oensingen–Langenthal bedient, wobei in Randstunden und sonntags nicht durchgehend auf der ganzen Strecke der Halbstundentakt besteht. In Zukunft ist ein 15-Minuten-Takt zwischen Solothurn und Flumenthal vorgesehen.

## Rollmaterial
Triebwagen

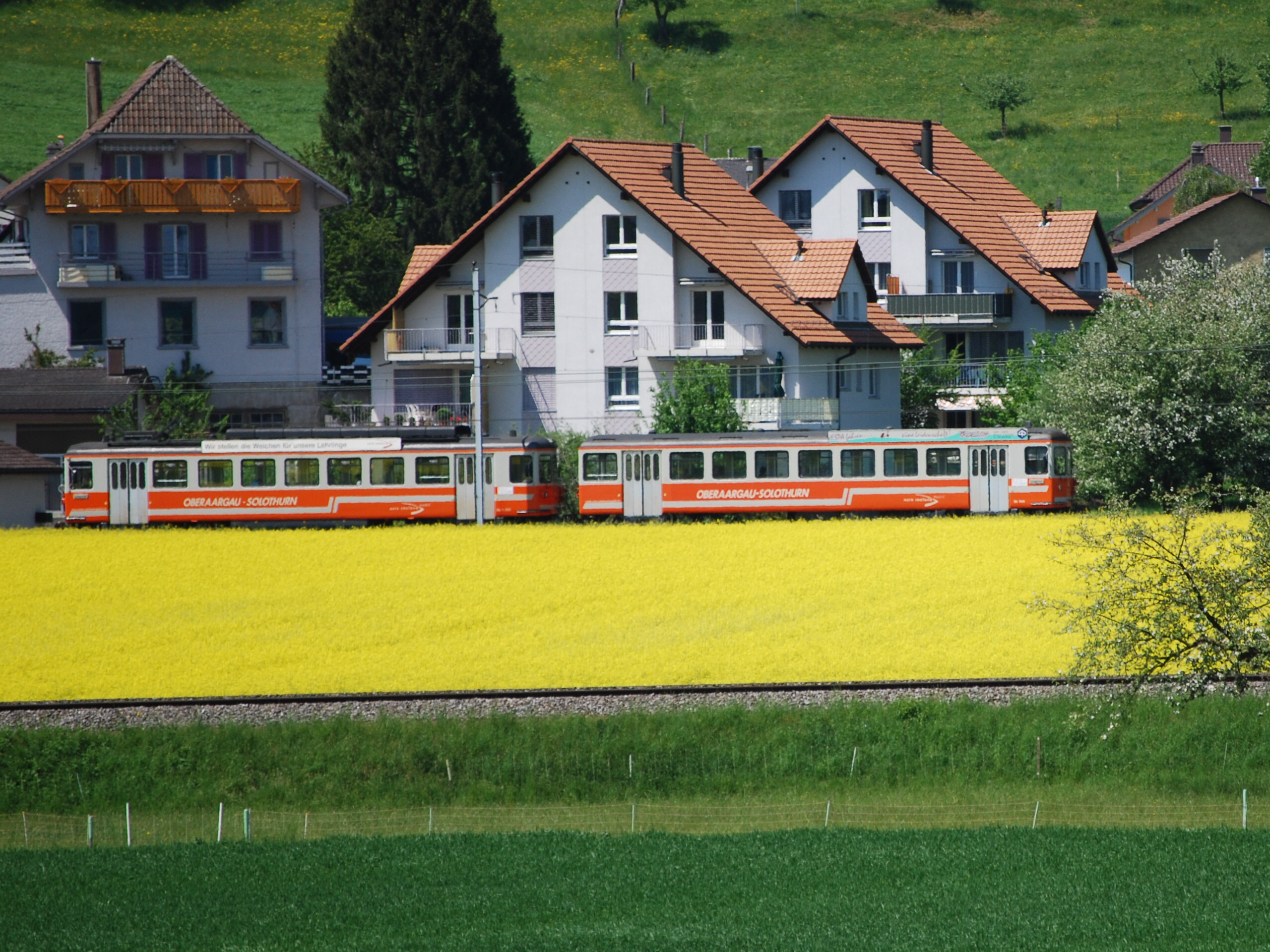
Solothurn-Niederbipp-Bahn im Buchli Niederbipp

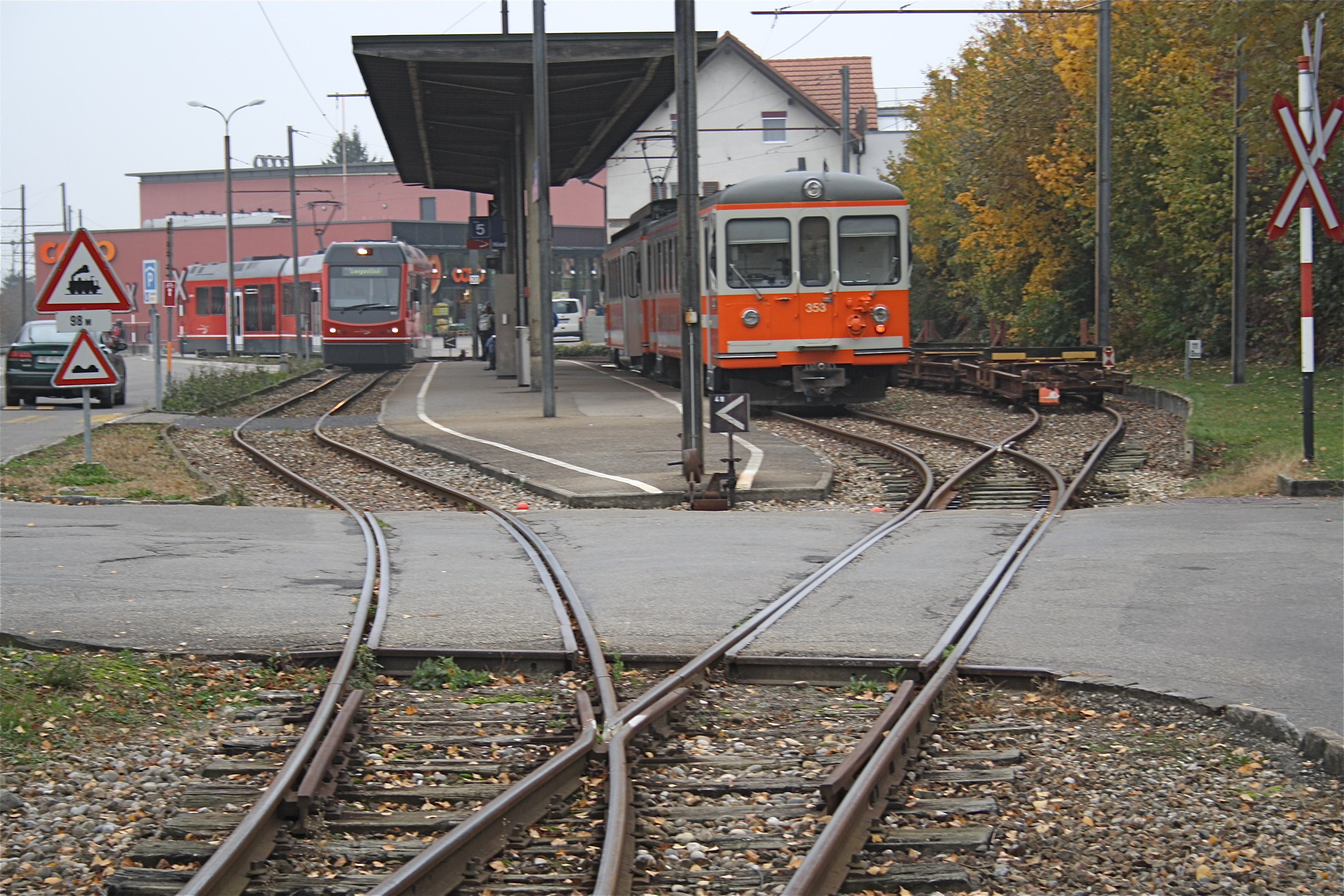
Einfahrender Be 4/8 111 und Steuerwagen Bt 353 in Niederbipp

- Be 4/4 301–304 (1966–1978), ex 83–86
- Be 4/8 110–112 (2008) und 113–115 (2011)
- Be 4/4 14 und Bt, ex FWB
- GTW Be 2/6 511 (aus dem Seeland)

Steuerwagen
- Bt 351–354, ex 102–105

Zwischen 1966 und 1978 beschafften die SNB und die OJB gemeinsam insgesamt sechs vierachsige Triebwagen (81–86) und fünf dazu passende vierachsige Steuerwagen (101–105). Unter der OSST wurde für alle beteiligten Bahngesellschaften ein einheitliches Nummerierungsschema eingeführt, die SNB-Fahrzeuge erhielten dabei 300er-Nummern, die (baugleichen) OJB-Fahrzeuge dagegen 100er-Nummern.
Die orangefarbig lackierten, gelegentlich als «Schüttelbecher» bezeichneten, Fahrzeuge wurden abgestellt, verkauft oder verschrottet.
Erneuerung
Mit dem Entscheid, die Bahnstrecke der ehemaligen SNB zu modernisieren, wird auch das Rollmaterial erneuert. Ausgeschrieben wurden von der ASm im April 2005 zunächst drei neue Niederflur-Triebzüge für die Gesamtstrecke Solothurn–Niederbipp–Langenthal. Die Ausschreibung wurde zugunsten von Stadler Rail mit dem Konzept «Meterspur-FLIRT» entschieden. Das Fahrzeug besitzt einen ähnlichen modularen Aufbau wie die neuen Meterspur-Triebfahrzeuge für die Forchbahn und die Trogenerbahn. Die Neuentwicklung wurde im April 2008 mit der Bezeichnung «STAR» (für: Schmalspur Triebzug für Attraktiven Regionalverkehr) präsentiert. Die drei bestellten Züge sind seit Sommer 2008 – dunkelrot lackiert – für die ASm im Einsatz. Mit drei weiteren Zügen wurde die alte Bipperlisi-Flotte komplett ersetzt.